# Montpezat-de-Quercy
 Montpezat-de-Quercy  es una población y comuna francesa, en la región de Mediodía-Pirineos, departamento de Tarn y Garona, en el distrito de Montauban y cantón de Montpezat-de-Quercy.

## Demografía
| 1519 | 1448 | 1419 | 1407 | 1411 | 1378 |
| Para los censos de 1962 a 1999 la población legal corresponde a la población sin duplicidades (Fuente: INSEE [Consultar]) |      |      |      |      |      |